# Блоне (Нижньосілезьке воєводство)
Блоне (пол. Błonie, нім. Groß Heidau) — село в Польщі, у гміні Менкіня Сьредського повіту Нижньосілезького воєводства.
Населення — 282 особи (2011).
У 1975-1998 роках село належало до Вроцлавського воєводства.

## Демографія
Демографічна структура станом на 31 березня 2011 року:
|          | Загалом | Допрацездатний вік | Працездатний вік | Постпрацездатний вік |
| -------- | ------- | ------------------ | ---------------- | -------------------- |
| Чоловіки | 137     | 28                 | 105              | 4                    |
| Жінки    | 145     | 26                 | 91               | 28                   |
| Разом    | 282     | 54                 | 196              | 32                   |